# Антуан (река)
Антуа́н (порт. Rio Antuã) — река в Португалии в округе Авейру. Является крупнейшей рекой, впадающей в лагуну Авейру, после Воги (по другим данным — третьей после Воги и Каштера).
Название реки происходит от бывшего названия Эштаррежи: Антуан или Антеран. Антуан берёт начало на высоте около 400 м между Ромаришем и Фажойншем, вначале течёт в южном направлении, потом поворачивает на запад и впадает в Атлантический океан в лагуне Авейру около Эштаррежи. Главными городами, находящимися близ реки, являются Сан-Жуан-да-Мадейра, Оливейра-ди-Аземейш и Эштаррежа.
Основными притоками являются Инсуа, Пинтор, Серкал, Аррифана.
Общая длина 38 км, площадь водосбора 149 км². Средний расход воды составляет 2 м³/с (по другим данным — 4 м³/с, может колебаться от 0,6 м³/с в августе до 10 м³/с в феврале).
Антуан протекает в густонаселённой местности, на территории его бассейна проживает 105 тыс. человек (на 2005 год). 46 % его территории занимают сельскохозяйственные земли, 45 % — природная растительность (основные виды — сосна приморская и эвкалипт шаровидный).
Не все сточные воды, попадающие в реку, очищаются, имеются как минимум 40 точек сброса неочищенных вод.
Источниками загрязнения являются бытовые, промышленные и сельскохозяйственные сточные воды. Самыми распространёнными микрозагрязнителями являются пестициды и лекарственные препараты. Согласно исследованию 2008 года, значение BOD5 и концентрация азотных и фосфорных соединений превышают допустимую норму. Кроме того, в реке была зарегистрирована повышенная концентрация микропластика.